# Balışeyh
Balışeyh es un distrito de la provincia de Kırıkkale en la región de Anatolia Central de Turquía. En el censo turco de 2000, la población del distrito era de 13.702 habitantes, de los cuales 3344 vivían en el centro de Balışeyh. La fecha de asentamiento en el distrito es entre 1230 y 1258. La presencia de una mezquita perteneciente al período selyúcida del siglo XIII en el distrito confirma esta fecha.

## Nombre
El nombre "Balışeyh" proviene del famoso sufí Sheik Edebali, quien fue el mentor y suegro de Osman I, fundador del Imperio Otomano.

## Situación administrativa
Además del propio municipio de Balıseyh, hay otros dos municipios; se llaman Kulaksiz y Koçubaba. 26 aldeas son administradas por éstos.